# Шездесет трећа изложба УЛУС-а (1980)
Шездесет трећа изложба УЛУС-а (1980) је трајала од 23. априла до 12. маја 1980. године. Одржана је у галеријском простору Удружења ликовних уметника Србије односно у Уметничком павиљону "Цвијета Зузорић" , у Београду.

## О изложби
Радове за ову изложбу су одабрали чланови Уметничког савета Удружења ликовних уметника Србије, који су чинили:
1. Бранко Миљуш
2. Јован Р. Зец
3. Живко Ђак
4. Марио Ђиковић
5. Вера Јосифовић
6. Стеван Кнежевић
7. Јован Ракиџић
8. Љубинка Савић Граси
9. Томислав Тодоровић
10. Јелисавета Шобер Поповић

### Награде
Жири за доделу награда су чинили:
1. Бранислав Протић
2. Марио Ђиковић
3. Гордана Ђорђевић
4. Бранко Миљуш
5. Светозар Самуровић
6. Василије Сујић
7. Јелисавета Шобер Поповић

На састанку који је одржан 22. априла 1980. године су додељене следеће награде:
- Златна палета - Милутину Драгојловићу за слику "Отпад", уље
- Златно дело - Венији Вучинић-Турински за скулптуру "Велики инструмент", дрво
- Златна игла - Душану Микоњићу за графику "Полица", сува игла

## Излагачи

### Сликарство
1. Мирослав Анђелковић
2. Нанди Анимеш
3. Стојан Аралица
4. Бошко Бекрић
5. Мирослава Богосављевић
6. Анђелка Бојовић
7. Соња Бриски
8. Драган Буљугић
9. Драган Вукосављевић
10. Шемса Гавранкапетановић
11. Горан Гвардиол
12. Оливера Грбић
13. Вјера Дамјановић
14. Божидар Дамјановски
15. Фатима Дедић Рајковић
16. Предраг Димитријевић
17. Драган Добрић
18. Дуња Докић Николић
19. Драго Дошен
20. Марија Драгојловић
21. Милутин Драгојловић
22. Мирољуб Ђорђевић
23. Момчило Ђорђевић
24. Слободан Ђуричковић
25. Радивоје Ђуровић
26. Јован Живковић
27. Светлана Златић
28. Дејан Илић
29. Миодраг Јањушевић
30. Драгољуб Јелисијевић
31. Милан Јовановић
32. Драгана Јовчић
33. Вера Јосифовић
34. Божидар Каматовић
35. Деса Керечки Мустур
36. Бранислав Кеченовић
37. Божидар Кићевић
38. Миљен Кљаковић
39. Весна Кнежевић
40. Драгослав Кнежевић
41. Божидар Ковачевић
42. Милутин Копања
43. Добринка Крстић Бељић
44. Велизар Крстић
45. Владимир Крстић
46. Чедомир Крстић
47. Енвер Крупић
48. Зорица Кушић
49. Грујица Лазаревић
50. Радмила Лазаревић
51. Зоран Љутица
52. Милан Маринковић
53. Снежана Маринковић
54. Мома Марковић
55. Надежда Марковић
56. Вукосава Мијатовић Теофановић
57. Весна Мијачика
58. Бранка Милић
59. Милић од Мачве
60. Душан Миловановић
61. Драган Милошевић
62. Бранко Миљуш
63. Милун Митровић
64. Мирјана Митровић
65. Савета Михић
66. Драган Мојовић
67. Ева Мујбеговић
68. Зоран Мујбеговић
69. Зоран Настић
70. Лепосава Ст. Павловић
71. Ружица-Беба Павловић
72. Славиша Панић
73. Стојан Пачов
74. Миодраг Петровић
75. Данка Петровска
76. Зоран Петрушијевић
77. Божидар Плазинић
78. Владимир Попин
79. Тамара Поповић
80. Божидар Продановић
81. Светлана Раденовић
82. Љубица Радовић
83. Ђуро Радоњић
84. Милутин Радојчић
85. Кемал Рамујкић
86. Слободанка Ракић Дамјанов
87. Даница Ракиџић Баста
88. Јован Ракиџић
89. Владимир Рашић
90. Сања Рељић
91. Гордана Ристић
92. Видоје Романдић
93. Мирослав Савић
94. Оливера Савић
95. Милан Сташевић
96. Јовица Стевановић
97. Радмила Степановић
98. Мирко Стефановић
99. Слободан Стефановић
100. Жарко Стефанчић
101. Миливоје Стоиљковић
102. Мирослав Стојановић
103. Слободан Трајковић
104. Мирко Тримчевић
105. Радован Трнавац
106. Лепосава Туфегџић
107. Вјекослав Ћетковић
108. Александар Цветковић
109. Милан Цмелић
110. Сања Цигарчић
111. Славољуб Чворовић
112. Милан Четић
113. Божидар Чогурић
114. Томислав Шеберковић
115. Миленко Шербан
116. Хелена Шипек
117. Марина Шрајбер

### Скулптура
1. Славе Ајтоски
2. Бошко Атанацковић
3. Милан Бесарабић
4. Ана Бешлић
5. Милан Верговић
6. Никола Вукосављевић
7. Ратко Вулановић
8. Венија Вучинић Турински
9. Ангелина Гаталица
10. Стеван Дукић
11. Селимир Јовановић
12. Мира Јуришић
13. Гордана Каљаловић
14. Владимир Комад
15. Душан Марковић
16. Милан Марковић
17. Драгомир Милеуснић,
18. Живорад Михаиловић
19. Борислава Недељковић Продановић
20. Драган Николић
21. Мирослав Николић Мирон
22. Божидар Обрадовић
23. Михаило Пауновић
24. Рајко Попивода
25. Мице Попчев
26. Милорад Рашић
27. Душан Русалић
28. Томислав Тодоровић
29. Невена Хаџи Јованчић
30. Јосиф Хрдличка

### Графика и цртеж
1. Драгиша Андрић
2. Миодраг Анђелковић
3. Мирослав Арсић
4. Исак Аслани
5. Ђорђе Бошковић
6. Марјан Брезавшчек
7. Лазар Вујаклија
8. Биљана Вуковић
9. Мирослав Гајић
10. Игор Драгичевић
11. Живко Ђак
12. Душан Ђокић
13. Милица Жарковић
14. Милан Жунић
15. Јован Р. Зец
16. Весна Зламалик
17. Дејан Илић
18. Војислав Јакић
19. Зоран Јовановић
20. Мирјана Јокановић
21. Гордана Јоцић
22. Бахро Јушић
23. Маријана Каралић
24. Бранимир Карановић
25. Гордана Коцић Крсмановић
26. Слободанка Мариновић Ступар
27. Зоран Марјановић
28. Даница Масниковић
29. Велимир Матејић
30. Душан Микоњић
31. Рајка Миловић
32. Владан Мицић
33. Миодраг Нагорни
34. Вукосава Обрадовић Драговић
35. Томислав Петровић
36. Ђорђе Поповић
37. Ставрос Попчев
38. Кирила Радовановић
39. Радош Стевановић
40. Добри Стојановић
41. Љиљана Стојановић
42. Трајко-Косовац Стојановић
43. Слободан Стојиловић
44. Невенка Стојсављевић
45. Драган Совиљ
46. Зорица Тасић
47. Станка Тодоровић
48. Радован Хиршл
49. Нусрет Хрвановић
50. Босиљка Шипка